# Liste der Biografien/Pary
Liste der Biografien |
Portal Biografien |
Personensuche
# |
A |
B |
C |
D |
E |
F |
G |
H |
I |
J |
K |
L |
M |
N |
O |
P |
Q |
R |
S |
T |
U |
V |
W |
X |
Y |
Z |
?
 
Pa |
Pc |
Pe |
Pf |
Ph |
Pi |
Pj |
Pk |
Pl |
Pm |
Pn |
Po |
Pr |
Ps |
Pt |
Pu |
Pv |
Pw |
Py
 
Paa |
Pab |
Pac |
Pad |
Pae |
Paf |
Pag |
Pah |
Pai |
Paj |
Pak |
Pal |
Pam |
Pan |
Pao |
Pap |
Paq |
Par |
Pas |
Pat |
Pau |
Pav |
Paw |
Pax |
Pay |
Paz
 
Para |
Parb |
Parc |
Pard |
Pare |
Parf |
Parg |
Parh |
Pari |
Park |
Parl |
Parm |
Parn |
Paro |
Parp |
Parq |
Parr |
Pars |
Part |
Paru |
Parv |
Parw |
Pary |
Parz
Die Liste der Biografien führt alle Personen auf, die in der deutschsprachigen Wikipedia einen Artikel haben. Dieses ist eine Teilliste mit 15 Einträgen von Personen, deren Namen mit den Buchstaben „Pary“ beginnt.

## Pary

### Paryc
- Parycek, Peter, österreichischer Rechtsinformatiker

### Paryg
- Parygin, Alexander (* 1973), kasachischer Olympiasieger im Modernen Fünfkampf
- Parygin, Boris Dmitrijewitsch (1930–2012), russischer Philosoph, Soziologe und Psychologe

### Paryl
- Paryla, David (* 1980), österreichischer Theater- und Filmschauspieler sowie Synchronsprecher
- Paryla, Karl (1905–1996), österreichischer Theaterschauspieler und -regisseur
- Paryla, Katja (1940–2013), Schauspielerin und RegisseurinKatja Paryla (1940–2013)

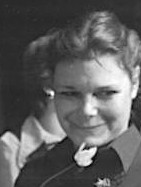
Katja Paryla (1940–2013)

- Paryla, Michael (1935–1967), österreichischer Film- und Fernsehschauspieler
- Paryla, Nikolaus (* 1939), österreichischer Schauspieler und Theaterregisseur
- Paryla-Raky, Stephan (* 1948), österreichischer Theater- und Filmschauspieler, Sänger und Rezitator

### Parys
- Parys, Georges van (1902–1971), französischer Filmkomponist
- Parys, Jan (* 1950), polnischer Soziologe, Publizist, Politiker und Verteidigungsminister
- Parys, Magdalena (* 1971), deutsch-polnische Autorin und Journalistin
- Parysatis, Gattin des persischen Großkönigs Dareios II.
- Parysatis, Gattin des makedonischen Königs Alexander des Großen

### Paryw
- Parywajeu, Andrej (* 1982), kasachisch-belarussischer Fußballspieler